# 1696 Nurmela
Nurmela (asteróide 1696) é um asteróide da cintura principal, a 2,0392465 UA. Possui uma excentricidade de 0,09832 e um período orbital de 1 242,29 dias (3,4 anos).
Nurmela tem uma velocidade orbital média de 19,80542125 km/s e uma inclinação de 6,04418º.
Esse asteróide foi descoberto em 18 de Março de 1939 por Yrjö Väisälä.